# Nico Ruponen
Nico Ruponen (* 3. Februar 1989) ist ein schwedischer Badmintonspieler. 

## Karriere
Nico Ruponen gewann 2012 die Kharkiv International gemeinsam mit Amanda Högström. Bei den nationalen Titelkämpfen desselben Jahres belegte er Rang zwei im Mixed und Rang zwei im Doppel. Im Folgejahr konnte er Silber im Mixed verteidigen. Bei den Polish Open 2013 wurde er Dritter im gemischten Doppel. 2012 startete Ruponen bei der Europameisterschaft, 2013 bei der Weltmeisterschaft und dem Sudirman Cup.